# Falco – Verdammt, wir leben noch!
Pour les articles homonymes, voir Falco.
Pour plus de détails, voir Fiche technique et Distribution.
Falco – Verdammt, wir leben noch! est un film germano-autrichien réalisé par Thomas Roth (de) sorti en 2008.
Il s'agit d'une biographie du chanteur autrichien Falco. Le titre de film Verdammt wir leben noch fait référence à une chanson et à un album du musicien publié à titre posthume.

## Synopsis
Le film traite de la vie de Falco depuis son enfance à Vienne dans les années 1960 jusqu'à son décès en République dominicaine en 1998. Il décrit la carrière de Falco depuis ses débuts dans la Hallucination Company, son succès provisoire avec le groupe Drahdiwaberl, à sa percée dans le secteur de la musique. Il montre également la vie privée de Falco avec les femmes, la famille et la toxicomanie.
Le film commence le 6 février 1998, à la mort de Falco. Dans un parking en République dominicaine, dans un SUV, résonne la musique forte. La serveuse dans un bar près du parking surveille la voiture et se demande qui, dans cette chaleur, s'est arrêté sous le soleil brûlant. Dans la voiture se trouve Falco, qui a bu et qui écoute son nouvel album Out of the Dark.
Vienne au début des années 1960 : le petit Hans Hölzel impressionne à l'école par ses capacités musicales. Sa mère, qui se sacrifie elle-même, lui permet d'écouter la radio et l'encourage à pratiquer, mais s'attend également à ce qu'il se concentre principalement sur l'école. Un jour, Hans rencontre Billy Filanowsky, qui devient son meilleur ami. Ensemble, ils vont à l’école et vont au cinéma (ils voient, entre autres, Mozart, qui impressionne Hans) ou font la connaissance du quartier chaud de Vienne. Sa mère n’est pas enthousiaste quand elle apprend à l’école que son fils sèche constamment. Ensuite, il lui explique qu'il veut devenir une pop star et que l'éducation ne serait pas nécessaire. Peu de temps après que le père de Hans, Alois, ait quitté la famille, le lien déjà fort qui existe entre Hans et sa mère se renforce.
Quelques années plus tard, Hans est bassiste dans plusieurs groupes, dont Drahdiwaberl et la Hallucination Company. Le chef du groupe, Stefan Weber, lui donne l'occasion de chanter. Hans, pour la première fois en tant que Falco, présente sa chanson Ganz Wien lors d'un spectacle à la Sofiensaal. Le producteur de musique Markus Spiegel reconnaît le potentiel du jeune artiste et lui fait signer un contrat immédiatement. Cependant, les chansons résultantes Der Kommissar et Ganz Wien ne trouvent aucune approbation dans les stations de radio viennoises, car elles sont trop incompréhensibles et polémiques.
Spiegel transmet Falco au manager allemand Horst Bork, qui reçoit ce nouveau type de musique avec bienveillance et veille à ce que les chansons de Falco soient jouées par les stations de radio locales. Au cours de la Neue Deutsche Welle, Der Kommissar devient un énorme succès et l'album Einzelhaft se vend bien et atteint des positions élevées dans les charts. Falco effectue de nombreuses tournées dans toute l'Europe, se perd dans les drogues et l'alcool. Quand Billy lui rend visite, Falco lui révèle qu'il manque d'idées pour les paroles, car il a déjà traité tous ses sentiments sur son premier disque. L’album suivant, Junge Römer, est salué par la presse, mais n'est pas un succès commercial.
Spiegel et Bork concluent qu'il doit y avoir un changement artistique. Au lieu de Robert Ponger, ils confient à Bolland & Bolland la production du nouvel album. Au début, Falco n'est pas enthousiaste à l’idée, craignant de rester un succès sans lendemain et ne croyant pas que "deux stars enfantines en lambeaux" pourraient lui écrire des chansons. Après de nombreux travaux convaincants de Bork, Falco enregistré le single Rock Me Amadeus qui est un succès immédiat. Le travail suivant sur l'album Falco 3 s'avère extrêmement difficile, car Falco est très excentrique et saoul. Après un concert à Graz, Falco rencontre Jacky, mariée, dans un club, avec lequel elle commence une liaison et quitte bientôt son mari à cause de lui. Ensemble, ils déménagent dans un appartement à Vienne.
La chanson Jeanny, qui est également dans Falco 3, fait sensation, est comprise dans les médias comme un sous-entendu d’enlèvement et de viol, mais occupe en même temps la première place dans les charts. En outre, Rock Me Amadeus occupe la première place du Billboard Hot 100, elle est la première chanson en langue allemande et l'unique à ce jour. Cependant, ce succès attriste Falco, car il voit maintenant l’aboutissement de sa carrière et qu’à son avis, seule une chute profonde peut suivre. Cependant, sa popularité internationale continue, suivie de tournées en Amérique du Nord et en Asie. Mais surtout sa vie de famille en souffre ; Jacky et la fille nouveau-née semblent négligées, tout comme la mère de Falco.
Falco devient de plus en plus dépendant des drogues et de l'alcool. Jacky le quitte plusieurs fois mais revient souvent. Il s'avère bientôt que la fille n'est pas du tout l'enfant de Falco. Les albums n'ont pas le succès des précédents. Au Donauinselfest en 1993, Falco semble être très en état d'ébriété, mais avec l'aide d'un médecin, il peut présenter un spectacle remarquable sur scène. Pour s'abstenir de sa vie antérieure, Falco achète une villa en République dominicaine. Il travaille ici sur un nouvel album et, au milieu des années 1990, il enregistre à nouveau des succès. Falco fête ses 40 ans avec de nombreux anciens compagnons et y présente également de nouvelles chansons. La sortie de son album Out of the Dark n'est plus une expérience vécue par Falco : Le 6 février 1998, Falco est percuté dans son SUV par un autocar.
Le film se termine par la chanson Out of the Dark, au cours de laquelle des informations sur la vie future des gens sont données.

## Fiche technique
- Titre original : Falco – Verdammt, wir leben noch!
- Réalisation : Thomas Roth (de) assisté de Peter Palka
- Scénario : Thomas Roth
- Musique : Lothar Scherpe
- Direction artistique : Georg Resetschnig
- Costumes : Erika Navas (de)
- Photographie : Jo Molitoris (de)
- Son : Dietmar Zuson (de)
- Montage : Bernhard Schmid (de)
- Production : Ferdinand Dohna, Andreas Kamm, Kurt Mrkwicka
- Société de production : MR Filmproduktion, EOS Entertainment
- Société de distribution : Constantin Film Verleih
- Pays d'origine :  Autriche,  Allemagne
- Langue : allemand
- Format : Couleur - 2,35:1 - Dolby Digital - 35 mm
- Genre : Biographie
- Durée : 109 minutes
- Dates de sortie :
  -  Autriche : 7 février 2008.
  -  Allemagne : 5 juin 2008.
  -  République tchèque : 13 novembre 2008.
  -  Slovaquie : 5 février 2009.

## Distribution
- Manuel Rubey : Falco alias Johann "Hans" Hölzel
- Christian Tramitz (de) : Horst Bork
- Nicholas Ofczarek : Markus Spiegel
- Susi Stach : Maria Hölzel
- Martin Loos : Billy Filanowsky
- Patricia Aulitzky : Jacqueline A. (Jacky)
- Christoph von Friedl (de) : Thomas Rabitsch
- Markus Mössmer : Hansi Lang
- Karl Künstler : Stefan Weber
- Julian Sharp : Robert Ponger
- Mola Adebisi : L'animateur (dans son propre rôle)
- Nina Hartmann (de) : Elke
- Katja Gerstl : Conny
- Arno Frisch : Alois Hölzel
- Grace Jones : La serveuse
- Doris Golpashin (de) : Chouchou
- Sunnyi Melles : La prostituée Bar Bijou
- Alexander Jagsch (de) : Le journaliste Ö3
- Stefanie Dvorak : La journaliste Ö3
- Stuart Freeman : L'animateur de Solid Gold

## Production
En 2006, la production est annoncée à l’occasion du huitième anniversaire de la mort de Falco. À la fin de la même année, le casting est presque complet. Au moment des discussions, Robert Stadlober est en désaccord avec le producteur. À la mi-2007, le chanteur de Mondscheiner (de), Manuel Rubey, est présenté lors d'une conférence de presse en tant qu'interprète de Falco.
En outre, son groupe est présenté comme Hallucination Company. Un autre groupe de musique, Excuse Me Moses (de), est Drahdiwaberl.

## Bande originale
Presque toutes les chansons du film sont interprétées par Manuel Rubey lui-même. La liste des chansons couvre toute la période de création de Falco. De ses débuts avec Drahdiwaberl à son dernier album, les chansons suivantes sont représentées :
1. America
2. Der Kommissar
3. Rock Me Amadeus
4. Nachtflug
5. Ganz Wien
6. Auf Der Flucht
7. Helden Von Heute
8. Out of the Dark
9. Verdammt Wir Leben Noch
10. Jeanny
11. Junge Roemer
12. Emotional
13. Vienna Calling
14. Coming Home (Jeanny Part 2)

## Source de traduction
- (de) Cet article est partiellement ou en totalité issu de l’article de Wikipédia en allemand intitulé « Falco – Verdammt, wir leben noch! » (voir la liste des auteurs).